# 永井貞三
永井 貞三（ながい ていぞう、1901年3月 - 1944年10月24日）は、日本の海軍軍人。最終階級は少将。広島県出身。

## 経歴
広島県に生まれる。1920年旧制修道中学校（現：修道中学校・高等学校）を卒業。1923年7月14日、海軍兵学校51期を卒業し、1924年12月1日海軍少尉任官。1924年少尉、1926年中尉、1929年大尉となり海軍砲術学校に入学。その後五十鈴、木曽、綾波、鳥羽、鈴谷、神威などに乗艦。太平洋戦争勃発後の1943年、中佐として軽巡洋艦鬼怒副長、1944年、重巡洋艦摩耶副長に就任。1944年5月～6月マリアナ沖海戦に参加。10月15日、大佐に昇進。10月23日レイテ沖海戦に参戦する。米潜水艦デイスの魚雷攻撃を受け摩耶は沈没。永井は駆逐艦秋霜に救助され、戦艦武蔵に移乗。しかし翌24日、武蔵は多数の米軍機による雷爆撃を受け、艦橋への命中弾で作戦室にいた永井は戦死した。戦死により一階級特進し、海軍少将に昇進。